# Gary Wilson
Gary George Wilson (* 11. August 1985 in Wallsend) ist ein englischer Snookerspieler. Nachdem er in den frühen 2000er Jahren bereits zwei Jahre auf der Snooker Main Tour gespielt hatte, begann er ab 2013 eine beständige Profikarriere. Er stieg bis in die Top 10 der Weltrangliste und gewann 3 Ranglistenturniere.

## Karriere

### Erste Profijahre und Amateurzeit
Gary Wilson zeigte schon in jungen Jahren sein Talent und als 16-Jähriger gewann er den nationalen U18-Titel. International machte Gary Wilson erstmals bei der U19-Europameisterschaft 2003 in Lettland auf sich aufmerksam, wo er das Halbfinale erreichte. Ein Jahr später gewann er den Titel bei der U21-Weltmeisterschaft und ein Event der Challenge Tour 2003/04. Über deren Endwertung qualifizierte er sich für die Profitour und war so in der Saison 2004/05 erstmals Profispieler. Durch Erfolge in der Qualifikation für die China Open und das Irish Masters, wo er in die Runde der letzten 48 vorstieß, konnte er sich ein weiteres Main-Tour-Jahr sichern. Das zweite Jahr verlief aber nicht so erfolgreich und er verlor seinen Profistatus wieder.
Um seinen Lebensunterhalt zu sichern, arbeitete er in einer Fabrik für Tiefkühlkost und später als Taxifahrer. Daneben kämpfte er in den folgenden Jahren  immer wieder um die Rückkehr auf die Tour, scheiterte aber regelmäßig bei den PIOS- bzw. Q-School-Turnieren. 2011 und 2012 schied er jeweils einmal kurz vor dem Erreichen des Qualifikationsspiels aus. 2012 erreichte er bei der Amateurweltmeisterschaft das Finale, das er aber verlor. Die erneute Qualifikation für die Main Tour gelang ihm schließlich über die Players Tour Championship. In der Saison 2012/13 sammelte er, obwohl er nie über das Achtelfinale hinauskam, durch beständige Leistung genug Punkte für Platz drei in der Amateurwertung.

### Zweiter Profianlauf und Aufstieg in die Top 32
Die Snooker-Saison 2013/14 begann Gary Wilson mit einem Sieg gegen James Wattana in der Qualifikation für das Wuxi Classic 2013. Durch den geänderten Turniermodus bedeutete das bereits seinen ersten Auftritt in der Hauptrunde eines Weltranglistenturniers in der Runde der letzten 64. Bei den Bulgarian Open, dem ersten PTC-Turnier der Saison besiegte er zwei Top-24-Spieler, bevor er knapp gegen Barry Hawkins verlor. Beim Rotterdam Open gewann er gegen weitere Topspieler und scheiterte erst im Halbfinale am späteren Sieger Mark J. Williams. Beim Zhengzhou Open und beim Dongguan Open erreichte er jeweils das Viertelfinale. Bei den größeren Turnieren verlor er aber meist in Runde 1 oder 2, bei den Indian Open kam er aber bis ins Achtelfinale und bei der UK Championship gehörte er zu den Letzten 32. Damit hatte er sich bereits nach einem Jahr bis auf Platz 68 der Rangliste gespielt.
Im zweiten Jahr dauerte es jedoch lange bis zu ersten Erfolgen. Bei der Qualifikation für das German Masters 2014 gelang ihm das 102. Maximum Break der Snookergeschichte. Das Hauptturnier verfehlte er jedoch. Bei den Welsh Open 2015 erreichte er das Viertelfinale und besiegte unter anderem Neil Robertson. Durch einen Sieg gegen den Titelverteidiger Ding Junhui bei den China Open 2015 zog er danach erstmals in seiner Karriere in das Finale eines Ranglistenturniers ein. Dieses verlor er mit 2:10 gegen Mark Selby. In der Weltrangliste stieg er im Juli 2015 unter die Top 32. Die Snooker-Saison 2015/16 verlief jedoch weit weniger erfolgreich und außer bei den Bulgarian Open, wo er die Letzten 32 erreichte, war bei allen Ranglistenturnieren spätestens in Runde 2 Schluss, weshalb er wieder zurückfiel.
Auch in der Saison 2016/17 schied Wilson häufig früh aus, erreichte aber bei den Indian Open und bei den Northern Ireland Open das Achtelfinale und bei den China Open und bei der Snookerweltmeisterschaft die Runde der Letzten 32, bei letzterem Turnier also die erste Hauptrunde. Zuvor hatte er in der Qualifikation sein zweites Maximum Break gespielt. In der nächsten Saison stellten sich erste Erfolge ein, Wilson verlor drei Mal im Achtelfinale und erreichte beim Paul Hunter Classic das Viertelfinale und bei den Welsh Open das Halbfinale, schied aber bei der Snookerweltmeisterschaft 2018 frühzeitig in der Qualifikation aus.

### Erster Turniersieg und Vorstoß in die Top 16
An die Erfolge der vorherigen Saison konnte Wilson in der Saison 2018/19 halbwegs anknüpfen, indem er bei den World Open das Viertelfinale erreichte und bei der Snookerweltmeisterschaft die Top-16-Spieler Luca Brecel, Mark Selby und Ali Carter besiegte und erst im Halbfinale dem späteren Weltmeister Judd Trump unterlag. In der folgenden Saison schied er bei der International Championship und beim World Grand Prix im Viertelfinale und bei der 6-Red World Championship und beim European Masters im Halbfinale aus. Dadurch belegte er am Saisonende den 18. Weltranglistenplatz.
Die Saison 2020/21 war geprägt von der COVID-19-Pandemie und fand fast ausschließlich in Milton Keynes statt. Für Wilson bedeutete sie einen großen Rückschritt. Bei den ersten acht K.-o.-Turnieren verlor er sieben Mal das Auftaktspiel, nur bei den English Open spielte er sich ins Achtelfinale. Bei der WM schaffte er zwar die Qualifikation für das Crucible, verlor aber dort gegen Namensvetter Kyren Wilson knapp mit 8:10. Weil das WM-Ergebnis von 2019 aus der Wertung fiel, verlor er viele Ranglistenpunkte und fiel aus den Top 32. Im Jahr darauf feierte er früh einen großen Erfolg, als er beim British Open das Finale erreichte. Gegen Mark Williams hielt er bis zum 4:4 mit, musste sich dann aber 4:6 geschlagen geben. Er konnte aber nicht darauf aufbauen und kam im weiteren Saisonverlauf nicht mehr über die dritte Runde hinaus. Sein erstes WM-Qualifikationsspiel verlor er zudem mit 0:6 gegen Jamie Clarke, weshalb er in der Rangliste auf der Stelle trat.
In der Snooker-Saison 2022/23 folgten nach vielversprechendem Start zwei Auftaktniederlagen. Dann erreichte er aber bei den Scottish Open nach einem Sieg über Ronnie O’Sullivan in Runde 3 zum dritten Mal ein Finale. Mit einem deutlichen 9:2 gegen Joe O’Connor gewann er seinen ersten Profititel. Wieder hatte er Schwierigkeiten, an den Erfolg anzuknüpfen und es folgte eine Reihe früher Niederlagen. Zum Ende der Saison schaffte er aber beim WST Classic den Einzug ins Halbfinale, was ihm eine Top-16-Platzierung und damit die direkte Qualifikation für das Crucible bei der Weltmeisterschaft brachte. Der Auftaktsieg gegen Elliot Slessor sicherte ihm zum ersten Mal einen Platz unter den Top 16 am Saisonende.

### Weitere Turniersiege
In der folgenden Saison 2023/24 verspielte er aber durch einige Auftaktniederlagen die gute Position wieder. In keinem Turnier kam er über Runde 3 hinaus. Erneut wendeten die Scottish Open die Saison. Obwohl er sich mit 4:3-Siegen unter anderem über Slessor und O’Connor durch die ersten Runden kämpfen musste, gelang ihm der erneute Einzug ins Finale und mit einem 9:5-Sieg über Noppon Saengkham die Titelverteidigung. Beim World Grand Prix erreichte er anschließend das Viertelfinale. Im letzten Turnier der Home Nations Series, den Welsh Open, besiegte er mit Jack Lisowski, Robert Milkins und John Higgins drei Gegner aus den Top 16. Er erreichte zum fünften Mal ein Ranglistenfinale und mit 9:4 über Martin O’Donnell gewann er seinen dritten Titel. Im Turnier erzielte er auch ein Maximum Break, nach zwei Maximums 2021 das fünfte 147-Punkte-Break seiner Karriere. Er rückte auf Platz 12 der Weltrangliste vor und qualifizierte sich für die exklusive Players Series, wodurch er zusätzliche Punkte sammeln konnte. Nach dem Halbfinale bei der Tour Championship 2024 erreichte er mit Platz 10 einen neuen Karrierehöhepunkt.
Im Jahr darauf geriet Wilson jedoch in eine Formkrise. Anfangs waren die Ergebnisse noch in Ordnung, dann folgten bei English Open und British Open zwei Erstrundenniederlagen. Das Viertelfinale bei der International Championship 2024 mit einem Sieg über Mark Selby konnte er noch als Erfolg verzeichnen. Danach reihten sich aber Auftaktniederlagen aneinander und bis zum Saisonende kam er nicht mehr über die zweite Runde eines Turniers hinaus. Dies bedeutete auch, dass er aus den Top 16 fiel und deshalb in die WM-Qualifikation musste. Mit 9:10 verpasste er gegen Daniel Wells die Endrundenqualifikation und damit auch die Rückkehr unter die Besten 16.

## Erfolge

### Ranglistenturniere
- Scottish Open – 2022, 2023
- Welsh Open – 2024